# Airlie
Pour les articles homonymes, voir Airlie (homonymie).
Airlie est un hôtel américain situé à Warrenton, en Virginie. Ouvert en 1892, cet établissement est membre des Historic Hotels of America depuis 2015.